# شهرستان مک‌داول (کارولینای شمالی)
شهرستان مکداول، کارولینای شمالی (به انگلیسی: McDowell County, North Carolina) یک سکونتگاه مسکونی در ایالات متحده آمریکا است که در کارولینای شمالی واقع شده‌است.

## خصوصیات
شهرستان مکداول ۱٬۱۵۵٫۱۴ کیلومترمربع مساحت دارد.